# Nemanja Jakšić
 Nemanja Jakšić  (Serbian Cyrillic: Немања Јакшић; sinh 11 tháng 7 năm 1995) là một hậu vệ bóng đá Serbia thi đấu cho Aluminij.

## Sự nghiệp câu lạc bộ

### Sao Đỏ Beograd
Anh ra mắt chuyên nghiệp cho Sao Đỏ Beograd ngày 26 tháng 5 năm 2013, trong trận đấu với Vojvodina.